# Округлица (Трстеник)
Округлица је насеље у Србији у општини Трстеник у Расинском округу. Према попису из 2022. било је 206 становника (према попису из 1991. било је 319 становника).

## Демографија
У насељу Округлица живи 222 пунолетна становника, а просечна старост становништва износи 46,5 година (45,8 код мушкараца и 47,1 код жена). У насељу има 86 домаћинстава, а просечан број чланова по домаћинству је 3,03.
Ово насеље је великим делом насељено Србима (према попису из 2002. године), а у последња три пописа, примећен је пад у броју становника.
|  |

| Демографија | Демографија | Демографија |
| Година      | Становника  | Становника  |
| ----------- | ----------- | ----------- |
| 1948.       | 401         |             |
| 1953.       | 393         |             |
| 1961.       | 397         |             |
| 1971.       | 346         |             |
| 1981.       | 359         |             |
| 1991.       | 319         | 281         |
| 2002.       | 261         | 314         |

| Етнички састав према попису из 2002.‍ | Етнички састав према попису из 2002.‍ | Етнички састав према попису из 2002.‍ | Етнички састав према попису из 2002.‍ | Етнички састав према попису из 2002.‍ |
| ------------------------------------ | ------------------------------------ | ------------------------------------ | ------------------------------------ | ------------------------------------ |
|                                      |                                      |                                      |                                      |                                      |
| Срби                                 | Срби                                 |                                      | 260                                  | 99,61%                               |
| Југословени                          | Југословени                          |                                      | 1                                    | 0,38%                                |
| непознато                            | непознато                            |                                      | 0                                    | 0,0%                                 |

| Година пописа     | 1948. | 1953. | 1961. | 1971. | 1981. | 1991. | 2002. |
| ----------------- | ----- | ----- | ----- | ----- | ----- | ----- | ----- |
| Број домаћинстава | 72    | 72    | 76    | 77    | 85    | 76    | 86    |

| Број чланова      | 1  | 2  | 3  | 4  | 5 | 6 | 7 | 8 | 9 | 10 и више | Просек |
| ----------------- | -- | -- | -- | -- | - | - | - | - | - | --------- | ------ |
| Број домаћинстава | 17 | 25 | 15 | 11 | 8 | 6 | 3 | 1 | 0 | 0         | 3,03   |

| Пол    | Укупно | Неожењен/Неудата | Ожењен/Удата | Удовац/Удовица | Разведен/Разведена | Непознато |
| ------ | ------ | ---------------- | ------------ | -------------- | ------------------ | --------- |
| Мушки  | 103    | 17               | 74           | 10             | 2                  | 0         |
| Женски | 126    | 23               | 78           | 24             | 1                  | 0         |
| УКУПНО | 229    | 40               | 152          | 34             | 3                  | 0         |

| Пол    | Укупно                    | Пољопривреда, лов и шумарство | Рибарство                            | Вађење руде и камена | Прерађивачка индустрија       |
| ------ | ------------------------- | ----------------------------- | ------------------------------------ | -------------------- | ----------------------------- |
| Мушки  | 64                        | 38                            | 0                                    | 0                    | 19                            |
| Женски | 35                        | 20                            | 0                                    | 0                    | 6                             |
| УКУПНО | 99                        | 58                            | 0                                    | 0                    | 25                            |
| Пол    | Производња и снабдевање   | Грађевинарство                | Трговина                             | Хотели и ресторани   | Саобраћај, складиштење и везе |
| Мушки  | 0                         | 0                             | 3                                    | 0                    | 1                             |
| Женски | 1                         | 0                             | 2                                    | 0                    | 0                             |
| УКУПНО | 1                         | 0                             | 5                                    | 0                    | 1                             |
| Пол    | Финансијско посредовање   | Некретнине                    | Државна управа и одбрана             | Образовање           | Здравствени и социјални рад   |
| Мушки  | 0                         | 2                             | 0                                    | 0                    | 0                             |
| Женски | 0                         | 1                             | 1                                    | 2                    | 1                             |
| УКУПНО | 0                         | 3                             | 1                                    | 2                    | 1                             |
| Пол    | Остале услужне активности | Приватна домаћинства          | Екстериторијалне организације и тела | Непознато            | Непознато                     |
| Мушки  | 0                         | 0                             | 0                                    | 1                    | 1                             |
| Женски | 1                         | 0                             | 0                                    | 0                    | 0                             |
| УКУПНО | 1                         | 0                             | 0                                    | 1                    | 1                             |